# Pseudexechia canalicula
Pseudexechia canalicula är en tvåvingeart som först beskrevs av Oskar Augustus Johannsen 1912.  Pseudexechia canalicula ingår i släktet Pseudexechia, och familjen svampmyggor. Arten är reproducerande i Sverige.